# Màquina de munyir

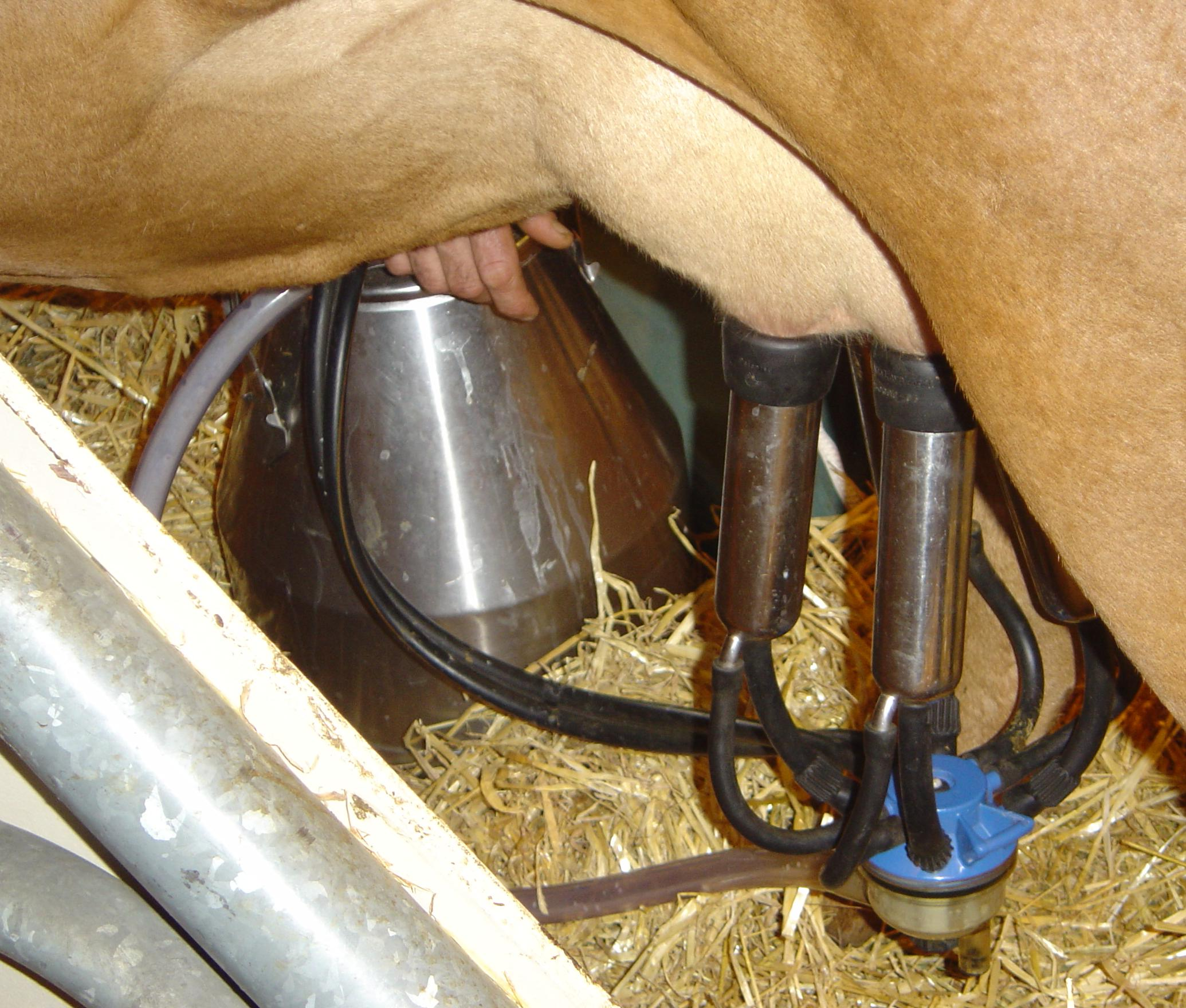
Màquina munyidora.

La màquina de munyir  és una màquina que permet realitzar el munyiment mecànic dels animals de ramaderia llet a (vaques, cabres, ovelles…).
El principal element d'una màquina de munyir és la copa de munyida que s'aplica al mugró i que imita la succió exercida per la vaca. Les pulsacions de la copa de munyir, seqüència regular de les fases de succió i massatge, s'obtenen per mitjà d'un polsador. El conjunt de la màquina de munyir, en trobar-se en contacte directe amb l'animal, han de ser regulats de forma molt precisa per evitar qualsevol lesió i no ocasionar l'aparició de mastitis. A més a més, totes les parts que reben la llet, líquids biològic fràgil, han d'estar nets i desinfectats amb cura.
La màquina de munyir va ser inventada per l'americà Colvin el 1862.